# Sportgruppe für Körperbehinderte Südtirol
Die Sportgruppe für Körperbehinderte Südtirol (SGKS) vereint 106 Südtiroler Körperbehinderte in verschiedenen Sektionen.

## Zielsetzung
Zielsetzung der Sportgruppe ist es, neben dem Spitzensport auch den Breitensport aktiv zu unterstützen und zu fördern. Sie bietet ein breit gefächertes Programm an, welches in folgende Sektionen gegliedert ist: Ski Alpin, Skilanglauf, Radsport, Tennis, Sitzball und Sledge Hockey. Allen Sektionen steht ein ehrenamtlicher Sektionsleiter vor, der für alle organisatorischen Angelegenheiten zuständig ist.

## Leistungssport
Die Sportgruppe ist seit 1990 tätig und ist in der Lage, in mehreren Disziplinen Spitzensportler nationalen und internationalen Ranges zu stellen.
Zahlreiche Athleten holten sich im Laufe der Vereinsgeschichte bedeutende Titel und trugen somit zum mehrfachen Sieg der Mannschaftswertung bei den Italienmeisterschaften bei:
| 2× Silber                        | Paralympics 1994 in Lillehammer    |
| 1 × Silber, 1 × Bronze           | WM 1996 in Lech am Arlberg         |
| Europameistertitel               | WM 1997 in Russland                |
| 1 × Silber                       | Paralympics 1998 in Nagano         |
| 2 × Silber                       | WM 2000                            |
| 3 × Bronze                       | in Azere                           |
| 1 × Bronze                       | Rad-WM 2002 in Altenstadt          |
| 2 × Gold, 2 × Silber, 2 × Bronze | Paralympics 2002 in Salt Lake City |
| 1 × Bronze                       | WM 2004 in Österreich              |
| 1 × Silber, 1 × Bronze           | Paralympics 2006 in Turin          |

## Breitensport
Neben der Wettkampftätigkeit steht die Förderung des Breitensports im Vordergrund. Lehrgänge und Trainingslager bieten dem Nachwuchs die Chance, sich im Sport zu messen und das Selbstwertgefühl zu stärken.